# Zachęta (ugrupowanie)
Zachęta – ugrupowanie artystyczne założone w Warszawie w grudniu 1956 roku.
Gromadziło artystów-plastyków o poglądach konserwatywnych. Nazwą nawiązywało do przedwojennego Towarzystwa Zachęty do Sztuk Pięknych.

## Działalność
Członkowie grupy potępiali nie tylko ówczesną awangardę malarską, ale nawet impresjonizm. Z uznaniem wyrażali się o realizmie socjalistycznym, chociaż w ich pracach dominowała tradycyjna tematyka – portrety, krajobrazy, akty.
Grupa "Zachęta" uważana jest za kontynuację założonego w roku 1946 ugrupowania "Niezależni". Istniała do roku 1969.
Wystawa dzieł grupy, która w roku 1963 odbyła się w Moskwie i 12 miastach Związku Radzieckiego, m.in. we Lwowie, Kijowie, Odessie, Charkowie, Sumach, Zaporożu, Rydze  spotkała się z uznaniem oficjalnej krytyki.

## Członkowie
- Kazimierz Belina Borzym
- Wawrzyniec Chorembalski
- Juliusz Czechowicz
- Józef Kidoń
- Stanisław Kochanek
- Juliusz Krajewski
- Kazimierz Poczmański
- Jerzy Potrzebowski
- Alojzy Siwecki
- Szczepan Skorupka
- Aleksander Trojkowicz
- Stanisław Wocjan
- Stefania Zarembska
- Stanisław Zawadzki